# کلیر هودارت
کلیر هودارت (به انگلیسی: Claire Huddart) (زادهٔ ۲۲ دسامبر ۱۹۷۱) شناگر اهل بریتانیا است.